# امیلی و صعود
امیلی و صعود (انگلیسی: Emily Climbs) رمانی از لوسی ماد مونتگومری و دومین جلد از مجموعهٔ امیلی است. این رمان نخستین بار در سال ۱۹۲۵ منتشر شد. همزمان با ادامه‌یافتن مبارزهٔ قانونی مونتگومری با شرکت انتشارات مونتگومری (ال.سی. پیج)، بیماری افسردگی بالینی ایوان مک‌دونالد، همسر مونتگومری، نیز ادامه یافت. مونتگومری که از نوشتن مجموعهٔ آنه خسته شده بود، دست به خلق یک قهرمان جدید با نام امیلی زد. همزمان با نوشتن این مجموعه، مونتگومری به رونویسی مجلهٔ خود از سال‌های اولیهٔ فعالیتش نیز مشغول بود. این عناصر زندگی‌نامه‌ای به‌طور پررنگی الهام‌بخش سه‌گانهٔ امیلی شدند.

## مجموعه
| شماره | کتاب            | انتشار | سن امیلی | سن امیلی |
| ----- | --------------- | ------ | -------- | -------- |
| ۱     | امیلی در نیومون | ۱۹۲۳   | ۱۰ – ۱۳  | کودک     |
| ۲     | امیلی و صعود    | ۱۹۲۵   | ۱۳ – ۱۷  | نوجوان   |
| ۳     | امیلی و جست‌وجو  | ۱۹۲۷   | ۱۷ – ۲۸  | جوان     |